# Palmaces
Palmaces es un despoblado en el término municipal de Maranchón, donde se conserva la ermita dedicada a la Virgen de Palmaces.